# Via Carlo Mayr
Via Carlo Mayr, a Ferrara, appartiene alla parte medievale cittadina. Inizia dall'incrocio con corso Porta Reno e dopo aver proseguito a est si conclude sul viale Alfonso I d'Este, accanto alle mura cittadine.

## Storia
Anticamente, con via Ripagrande, costituiva un unico asse viario parallelo all'altro coevo ed importante, leggermente più a nord, costituito da via Capo delle Volte, via delle Volte e via Coperta. Entrambi percorrevano l'antica città lineare nel periodo della sua formazione secondo la direzione est - ovest.

### Origini del nome
Via Ripagrande, o via Grande, fu a lungo la sua denominazione ufficiale. Nel 1882 si spense in un palazzo della via il ferrarese Carlo Mayr, senatore del Regno d'Italia, quindi venne deciso di dedicare alla sua memoria questa importante arteria cittadina.

## Luoghi d'interesse

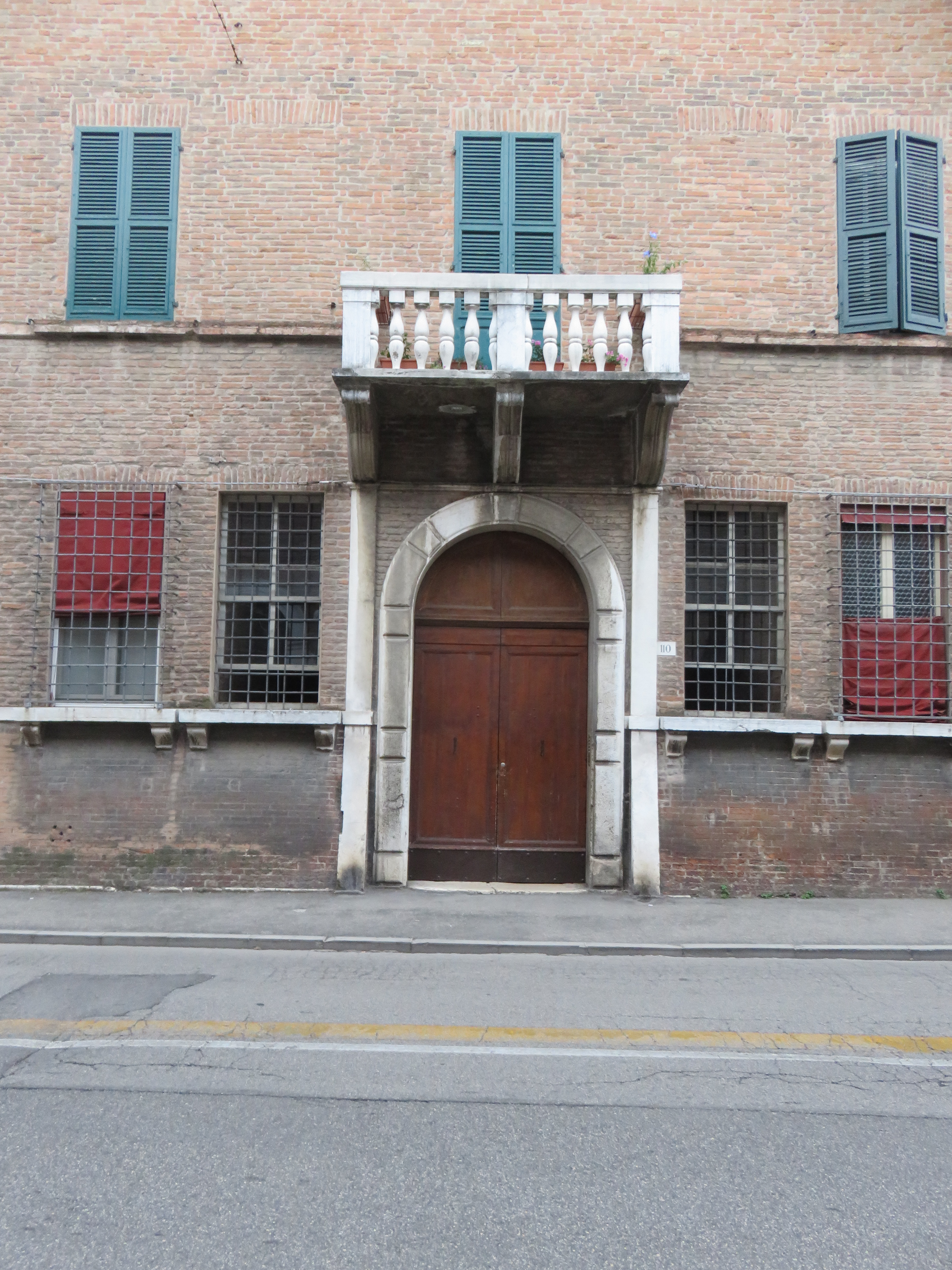
Palazzo Picchiatti - Zucchini, portale.

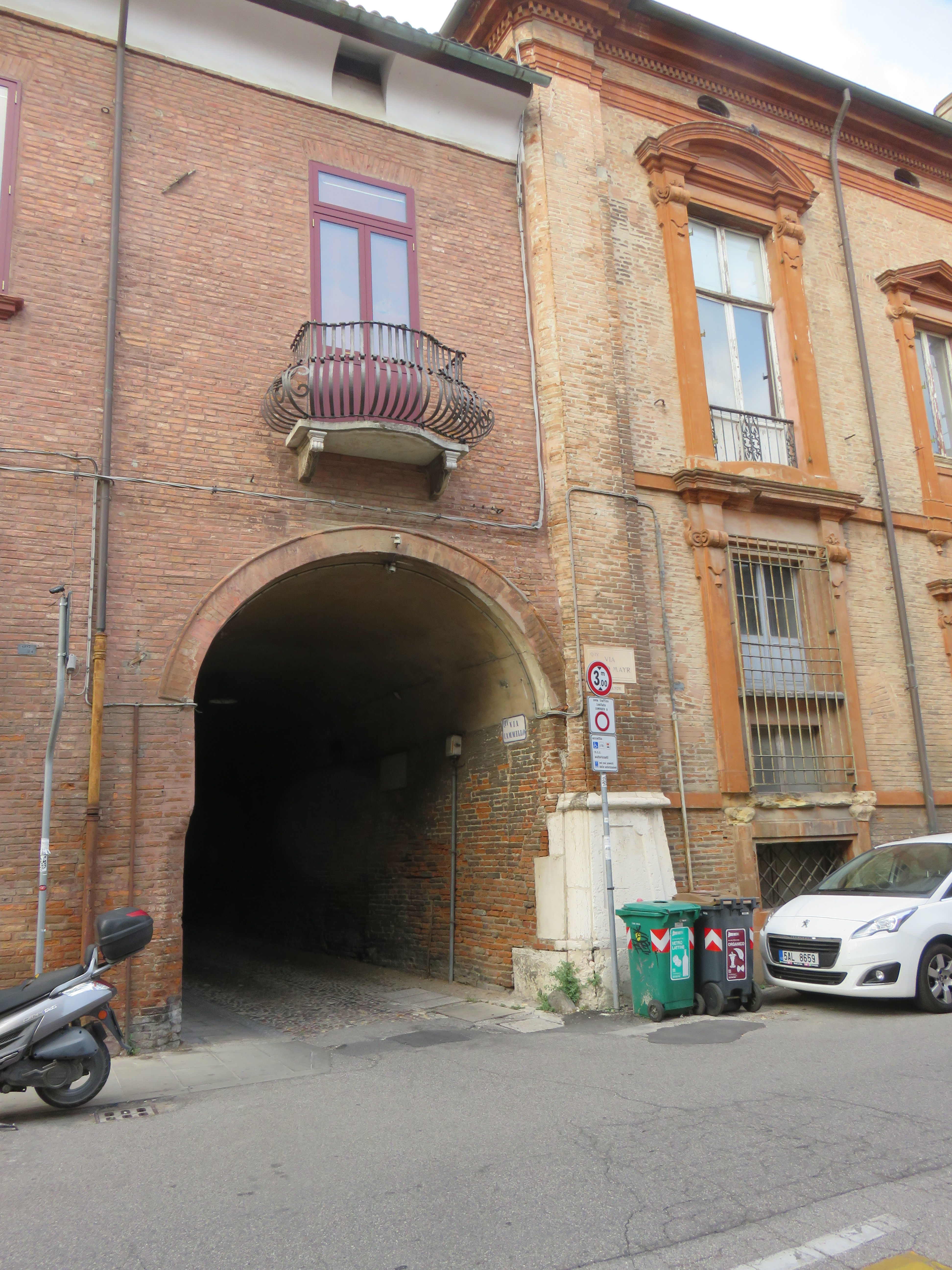
Area dove sorgevano le case turrite dei Giocoli.

- Casa Gombi, al numero civico 10, è un esempio di architettura medievale, con la facciata in cotto ed un interessante piccolo portale con arco acuto goticheggiante. Negli anni cinquanta è stata oggetto di studi e restauro.[2]
- Ex chiesa dei Santi Cosma e Damiano, al numero civico 44, di origini settecentesche, di proprietà della Parrocchia Ortodossa Romena di "San Nicodemo di Tismana".
- Palazzo Picchiatti-Zucchini, al numero civico 110, ha origini cinquecentesche ed una lapide sulla sua facciata ricorda che qui, sino al 1970, vi dimorò a lungo lo scultore Annibale Zucchini.[2]
- Chiesa dei Santi Giuseppe, Tecla e Rita, chiesa di origini seicentesche.
- Sulla facciata della casa al numero civico 191 F la Ferrariae Decus ha posto una lapide per ricordare le torri che sorgevano nell'area costruite dalla potente famiglia dei Torelli-Salinguerra.[3]
- Palazzo al numero civico 203. Sopra e di lato al portale di accesso una lapide ricorda che in quest'area sorse una delle prime strutture fortificate della Ferrara che stava formandosi, il Castello dei Curtensi, (o Castrum bizantino).[2]
- Volto all'inizio di via Cammello
- Palazzo Rondinelli, poi Dalla Pellegrina infine Mayr, al numero civico 167. Fu residenza di Gaetano Recchi sino al 1856 e poi di Carlo Mayr sino al 1882.[4]